# Henogamia
Henogamia (stgr. heis, D. henós „jeden” i γαμέω gameo „zawieram małżeństwo”) – zwyczaj, według którego prawo do małżeństwa przysługuje jednemu i tylko jednemu członkowi rodziny. Zasada ta ma na celu ograniczenie liczby potencjalnych spadkobierców i zagwarantowanie integralności majątku rodzinnego, ale związana jest także z naukami religijnymi czy wiarą w reinkarnację. W takiej formie zwyczaj jest kultywowany wśród braminów nambudiri, wśród których prawo do uznawanego małżeństwa i posiadania dzieci przysługuje wyłącznie najstarszym synom.
Czasami znaczenie tego terminu rozszerza się na sytuacje, gdzie jeden członek rodziny zawiera związek małżeński według zasad (religijnych, społecznych), które nie obowiązują pozostałych członków. Taka forma henogamii obecna jest u matrylinearnych ludów indyjskich, jak na przykład Garo, gdzie szczególną pozycję w dziedziczeniu ma najmłodsza córka, która jest zobowiązana do poślubienia ściśle określonych krewnych, podczas gdy starsze siostry mogą wychodzić za mąż bez żadnych ograniczeń.
Henogamia, w odróżnieniu od kanonicznej definicji monogamii (posiadania jednego małżonka w danym czasie), może także oznaczać zwyczaje, według których dozwolone jest wyłącznie jedno małżeństwo w ciągu życia.